# علي أمهاوش
علي أمهاوش (1844–1918) هو زعيم ديني مغربي وأحد أشد المُعارضين للحماية الفرنسية في المغرب.
ينحدر أمهاوش من سلسلة طويلة من المرابطين الذين كانوا شخصيات دينية مؤثرة في المغرب خلال 1700. وكان أمهاوش قد شارك في عدة حروب ومعارك، حيث انضم لجماعتين مُتمردتين ضد الحكومة المغربية وقاتل في وقت لاحق الفرنسيين، ثم أعلن عن الجهاد "الدفاعي" ضد فرنسا خلال حرب زيان قبل أن يُفارق الحياة بشكل طبيعي عام 1918، أي قبل ثلاث سنوات من انتهاء الحرب بين الجيش الفرنسي والقبائل المغربية والريفية.
ترك علي بعد وفاته ابنه الذي يحمل اسم سيدي المكي أمهاوش الذي واصل ما فعله والده؛ حيث قاتل هو الآخر الفرنسيين إلى أن تعرض للهزيمة عام 1932.

## النشأة
ينحدر أمهاوش من سلالة المرابطين الذين سيطروا على المغرب من 1700 حتى يومنا هذا.
اشتهر أمهاوش كزعيم ديني، حيث كان يُفتي في الدين ويستوحي العِبر من القرآن،
. هذا وتجدر الإشارة إلى أن أحد أجداده كان مسؤولا عن أسر السلطان المولى سليمان في العام 1818.
وُلد علي عام 1844 وأصبح معروفا على نطاق واسع باعتباره شخصية دينية، حيث قاد بعدل واحترام جميع أنحاء المغرب وكان واحدا من الزعماء القليلين القادرين على جلب السلام إلى القبائل المتحاربة. ثم زادت شهرته بعدما عُرف عليه أن قادر على توقع النبوءات؛ مما أكسبه احتراما كبيرا في تلك الفترة ولهذا يُعتبر جبل توجيت الواقع في وادي ملوية مُقدسا كون علي مر منه وترك أثره هناك.
كان أمهاوش من أكبر المؤيدين لقبيلة آيت سوخمان التي نافست وحاربت طويلا قبائل زيان وذلك على مدى فترات مٌتقطعة (من 1877 وحتى 1909). كما كان أيضا الداعم الرئيسي لسي مهند العربي عضو السلالة العلوية الذي كان مُقاوما شرسا للقوات الحكومية في 1880.

## التعامل مع الفرنسيين
اجتمع علي أمهاوش مع المستكشف الفرنسي رينيه دي سيغونزاك عام 1904، وقدم له وثائق تتعلق بمكان جبال اغبالة ودورها الاستراتيجي، كما ضمت الوثائق العديد من النبوات؛ كان إحداها تتعلق باللغة الأمازيغية وكيف ستعرف انتشارا كبيرا، كما قدم له نبوة أخرى حيث توقع أن عام 1818 سيكون عاما عظيما حيث سينتصر على السلطان حسن. وكان الفرنسي سيغونزاك قد وصف في وقت لاحق أمهاوش بأنه شخص عظيم ويملك قوة عظيمة كما اعتبره شخصية مؤثرة وقائد روحي كبير؛ بل زاد من تبجيله عندما قال عنه أنه «أقوى شخصية دينية في الجنوب الشرقي». وكان أمهاوش من أكبر الداعمين للثورة ضد السلطان المغربي في عام 1908، مما أدى إلى انضمام قوات ملوية التي كان يُشرف عليها علي للانتفاضة بقيادة مولاي الحسن في شرق البلاد، لكنهم أُجبروا على العودة إلى ديارهم بسبب هزيمة مولاي الحسن على يد القوات الفرنسية في بوذنيب.
بعد إعلان الحماية الفرنسية على المغرب ثم توقيع معاهدة فاس سنة 1912، بدأت القوات الفرنسية في احتلال المناطق الداخلية من المغرب رويدا رويدا، ففي 1914 سقطت خنيفرة وانضم عدد كبير من زعمائها للجيش الفرنسي، مما أثار حفيظة باقي الزعماء على غرار موحا أوحمو الزياني (زعيم الاتحاد الزياني) الذي دعا إلى تشكيل ما عُرف بـ «قوة البربر الثالوث» التي خاضت حرب زيان ضد الفرنسيين. وفي نفس الوقت أعلن أمهاوش الجهاد الدفاعي ضد الفرنسيين (تزامن هذا أيضا مع اندلاع الحرب العالمية الأولى)، ثم في وقت لاحق بدأت القوات الفرنسية بتقليل أعدادها في المغرب نتيجة لمشاركتها في الحرب العالمية، وقد قل عدد الجنود الفرنسيين بشكل كبير خاصة في جبال الأطلس الصغير مما دفع بعلي لتجهيز خطة تمثلت في الدفاع عن فرنسا خلال الحرب وفي نفس الوقت طردها من المغرب.
أثرت الحرب العالمية بشكل كبير على قُدرات الفرنسيين، حيث انهزموا مرارا وتكرارا أمام رجال أمهاوش خاصة في نهاية عام 1914. وبعدها بأربع سنوات (أي عام 1918) تُوفي علي لأسباب طبيعية ولم يشهد على ما حصل بعد.
يُشار إلى أن حمو واصل القتال ضد فرنسا، على الرغم من خسارته «الرهيبة» في حرب زيان عام 1921، ولم يسبق له أن وقَّع على اتفاقية هدنة بين الطرفين إلى بعد وفاته بسنة واحدة.
ترك أمهاوش ابنه البكر المكي، وقيل أن هذا الأخير ورث من والده قدراته السحرية بالإضافة إلى بندقية وخرطوش استعملهما في الحرب ضد الفرنسيين، وفي آب/أغسطس 1932 تم احتجاز المكي رفقة 1000 من رجاله لمدة تزيد عن الشهر بسبب قتلهما لأعمدة وضباط فرنسيين رفيعي المستوى. يُشار إلى أن أمهاوش هو سليل سيدي محند أمهاوش الزعيم الديني الآخر في المغرب.